# Mordella latemaculata
Mordella latemaculata es una especie de coleóptero de la familia Mordellidae.

## Distribución geográfica
Habita en San Luis Potosí, y Texas en (Estados Unidos).